# Санта Марија д'Орјенте (Л'Аквила)
Санта Марија д'Орјенте (итал. Santa Maria d'Oriente) је насеље у Италији у округу Л'Аквила, региону Абруцо.
Према процени из 2011. у насељу је живело 200 становника. Насеље се налази на надморској висини од 785 м.